# Processeur d'images
Le processeur d'images est un composant important d'un appareil photographique numérique qui joue un rôle essentiel dans la création de l'image numérique.
Le processeur d'images doit réaliser plusieurs tâches complexes.
Les photodiodes présentes dans un capteur photographique sont monochromes par nature : elles peuvent seulement enregistrer différents niveaux de gris. Pour obtenir une image en couleurs, elles sont recouvertes par trois filtres colorés : rouge, vert et bleu (RGB) selon un arrangement appelé filtre de Bayer - d'après le nom de son inventeur. Comme chaque photodiode enregistre l'information de couleur d'un seul pixel de l'image, sans processeur d'images il y aurait un pixel vert près de chaque pixel rouge et bleu (en fait, sur la plupart des capteurs il y a deux diodes vertes pour chaque diode bleue ou rouge).
Le processeur d'images est constitué d'une combinaison de processeurs (hardware) et d'algorithmes (software). Le processeur d'images rassemble les informations de luminance et de chrominance de chacun des pixels et les utilise pour calculer/interpoler les valeurs correctes de couleur et de brillance de chaque pixel. S'il le fait bien, le résultat est une image avec des couleurs naturelles et plaisantes, un contraste équilibré et une finesse appropriée. 
Ce processus est cependant très complexe et comprend plusieurs opérations différentes. Son succès dépend largement de l'"intelligence" des algorithmes employés.

## Dématriçage
Comme indiqué plus haut, le processeur d'images analyse la couleur et la brillance d'un pixel donné, les compare avec les données des pixels voisins et utilise ensuite un algorithme de dématriçage pour donner au pixel une couleur appropriée et une valeur de brillance. Le processeur d'images analyse également l'image entière pour parvenir à une distribution correcte du contraste. En ajustant la valeur du gamma (augmentant ou diminuant la plage de contraste des demi-tons d'une image) des gradations de ton subtiles, telles que la peau humaine ou le bleu du ciel, deviennent beaucoup plus réalistes.

## Réduction de bruit
Le bruit est un phénomène présent dans tout circuit électronique. En photographie numérique, son effet est souvent visible sous forme de points isolés ayant une couleur aberrante dans une zone dont la couleur est constante. Le bruit s'accroît avec la température et la durée d'exposition. Quand une sensibilité ISO plus élevée est choisie, le signal de sortie du capteur d'image est davantage amplifié, ce qui en même temps accroît le niveau de bruit, conduisant à un rapport signal sur bruit plus faible. Le processeur d'images cherche à séparer le bruit de l'information d'image et à le retirer. C'est un défi difficile, et l'image peut contenir des zones avec de fins détails, qui s'ils sont traités comme du bruit, peuvent perdre une partie de leur définition.

## Netteté de l'image
Comme les valeurs de couleur et de brillance de chaque pixel sont interpolées, un traitement d'adoucissement d'image est appliqué pour égaliser tout flou qui pourrait s'être produit. Pour conserver l'impression de profondeur, de clarté et les fins détails, le processeur d'images doit renforcer les bords et les contours. Il doit donc détecter les bords correctement et les reproduire doucement et sans excès.

## Rapidité
Avec le nombre toujours croissant de pixels sur les capteurs d'image, la vitesse du processeur d'images devient plus critique : les photographes ne veulent pas attendre que le processeur d'images de leur appareil ait fini son travail avant qu'ils puissent continuer à photographier - ils ne veulent même pas savoir qu'un traitement est en cours dans l'appareil. Par conséquent, les processeurs d'images doivent être optimisés pour traiter plus de données dans le même temps, voire dans un temps plus court.
Les différents fabricants ont baptisé leur processeur d'images sous des noms variés : celui de Canon s'appelle DIGIC, celui de Nikon EXPEED, celui d'Olympus TruePic, celui de Panasonic le Venus Engine et celui de Sony le Bionz.